# Johan Donar
Johan Donar, né le 24 mars 1966 à Stockholm, est un ancien joueur de tennis professionnel suédois.

## Carrière
Donar passe professionnel en 1990 après quatre années passées à représenter l'Université de Miami sur le circuit universitaire. Diplômé en finance internationale et en marketing, il est devenu à quatre reprises All-America.
Il remporte son seul titre ATP en double en 1992, à Palerme aux côtés de son compatriote Ola Jonsson. La même année, il décroche deux autres titres sur le circuit secondaire Challenger à Tampere avec Jonas Björkman, puis à Venise de nouveau avec Jonsson.

## Palmarès

### Titre en double (1)
| No | Date       | Nom et lieu du tournoi                       | Catégorie    | Dotation  | Surface      | Partenaire  | Finalistes                       | Score         |  |
| -- | ---------- | -------------------------------------------- | ------------ | --------- | ------------ | ----------- | -------------------------------- | ------------- |  |
| 1  | 28-09-1992 | Campionati Internazionali di Sicilia Palerme | World Series | 285 000 $ | Terre (ext.) | Ola Jonsson | Horacio de la Peña Vojtěch Flégl | 5-7, 6-3, 6-4 |  |

## Parcours dans les tournois duGrand Chelem

### En double
| Année | Open d'Australie            | Open d'Australie          | Internationaux de France    | Internationaux de France | Wimbledon                    | Wimbledon                 | US Open                     | US Open               |
| ----- | --------------------------- | ------------------------- | --------------------------- | ------------------------ | ---------------------------- | ------------------------- | --------------------------- | --------------------- |
| 1993  | 1er tour (1/32) Ola Jonsson | Todd Nelson T. Svantesson | 1er tour (1/32) Ola Jonsson | J. Eltingh P. Haarhuis   | 1er tour (1/32) Peter Nyborg | B. Garnett T.J. Middleton | 1er tour (1/32) Ola Jonsson | Doug Flach David Witt |

N.B. : le nom du ou de la partenaire se trouve sous le résultat ; le nom des ultimes adversaires se trouve à droite.